# Yulen Pereira
Pour les articles homonymes, voir Pereira.
Yulen Alexander Pereira Ramos (né le 12 juillet 1995 à Madrid) est un escrimeur espagnol, pratiquant l'épée.
Il remporte la médaille d'argent par équipes lors des championnats d'Europe d'escrime 2014.
Il obtient la médaille d'or d'épée individuelle aux Jeux méditerranéens de 2018.
C'est le fils de Manuel Pereira, champion du monde en 1989.